# Guðmundur Hrafnkelsson
Guðmundur Hrafnkelsson (* 22. Januar 1965) ist ein ehemaliger isländischer Handballspieler.

## Karriere
Guðmundur Hrafnkelsson spielte in seiner Heimat bei Breiðabliks, FH und Valur Reykjavík. 1999 wechselte der 1,90 Meter große Handballtorwart zum deutschen Bundesligaaufsteiger HSG Nordhorn, mit der er in der Saison 2000/01 am Final Four des DHB-Pokals teilnahm. Ab 2001 stand er beim italienischen Verein Papillon Coversano zwischen den Pfosten, mit dem er im EHF-Pokal und im Europapokal der Pokalsieger spielte und 2003 die Meisterschaft gewann. Anschließend kehrte er nach Deutschland zurück, wo er sich der SG Kronau/Östringen anschloss, mit der am Ende der Saison 2003/04 in die 2. Handball-Bundesliga abstieg. Nach der folgenden Saison, in der der sofortige Wiederaufstieg gelang, ging er zurück nach Island. Dort unterschrieb er einen Zweijahresvertrag bei UMF Afturelding.
Guðmundur Hrafnkelsson nahm mit der isländischen Nationalmannschaft 1988, 1992 und 2004 an den Olympischen Spielen teil. Er bestritt 407 Länderspiele für Island und ist damit der Torhüter mit den meisten Länderspieleinsätzen im Hallenhandball.